# Vitello

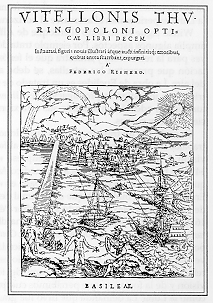
Capa de Vitellonis Thuringopoloni opticae libri decem (Dez livros de óptica do Thuringo-Pole Witelo)

Vitello, em polonês na íntegra Erazmus Ciolek Witelo, também conhecido como Vitellione, Vitellio ou Witello (Legnica perto de Breslau, cerca de 1230 - pós 1280 / antes de 1314), foi um monge cristão polonês, matemático, físico, filósofo e teólogo.

## Biografia
Nascido na Silésia (que então fazia parte da Polônia), filho de pai alemão e mãe polonesa, mudou-se com a família para a Turíngia, região de origem de seu pai, desde a juventude. Estudou na Faculdade de Letras de Paris, por volta de 1250, e depois em Direito Canônico na Universidade de Pádua (1262-1268).
Em contato com a corte papal de Viterbo, para onde se mudou entre o final de 1268 e o início de 1269, conheceu Guilherme de Moerbeke (tradutor de Aristóteles e Proclo) e lhe dedicou a importante obra de óptica em dez livros Περί ὸπτικῆς (Perí optikes), mais conhecido como Perspectiva (1ª publicação impressa: Nuremberg, 1535), referente à difração e outros fenômenos físicos da luz, concluído entre cerca de 1270 e 1278.
A Perspectiva foi amplamente baseada no trabalho escolástico do árabe Alhazen e teve uma profunda influência em estudiosos posteriores como Kepler. Ele também contém idéias embrionárias que mais tarde fluíram para o estudo da psicologia, como as noções modernas de associação e subconsciente. A obra é permeada principalmente pela metafísica neoplatônica: Witelo afirma a existência de formas e corpos, ligados pela causalidade, emanados de Deus como luz inteligível. Ele distingue esta luz divina da luz sensível que é uma manifestação dela e representa a primeira das entidades sensíveis do cosmos. As ideias de Witelo estão de acordo com as de contemporâneos como Santo Alberto Magno e especialmente Roger Bacon, e terá profunda influência sobre cientistas e filósofos como Tycho Brahe, Kepler, Patrizi, Galilei, Descartes e Huygens.
Outras obras que chegaram até nós são o De natura dæmonum (contendo notáveis temas cosmológicos e mágicos) e o De primária causa pænitentiæ, embora na Perspectiva ele cite outras obras que não conhecemos. A cratera Vitello sulla Luna recebeu seu nome.

## Obra
- Vitellionis mathematici doctissimi Περί ὀπτικῆς, id est de natura, ratione, & proiectione radiorum uius luminum, colorum atque formarum quem uulgo Perspetiuam uocat libri X, Norimbergæ, 1535.